# Harzloch
Das Harzloch ist ein vom Landratsamt Villingen am 5. August 1954 durch Verordnung ausgewiesenes Landschaftsschutzgebiet in St. Georgen im Schwarzwald.

## Lage
Das Schutzgebiet liegt nördlich des St. Georgener Stadtteils Rupertsberg auf der Gemarkung Peterzell. Durch das Schutzgebiet fließt das Harzlochbächlein.

## Landschaftscharakter
Es handelt sich um ein Wiesental, das von den heute schwarzwaldtypischen Nadelwäldern umrahmt wird. Am Harzlochbächlein sind zahlreiche Feuchtbiotope, wie Übergangsmoore, Feuchtgebüsche, Sickerquellen, Nasswiesen und feuchte Hochstaudenfluren ausgebildet. Mehrere kleine Weiher wurden im Harzloch angelegt. Zudem befinden sich Borstgrasrasen und Ginsterheiden im Gebiet.